# Oskar Ekberg

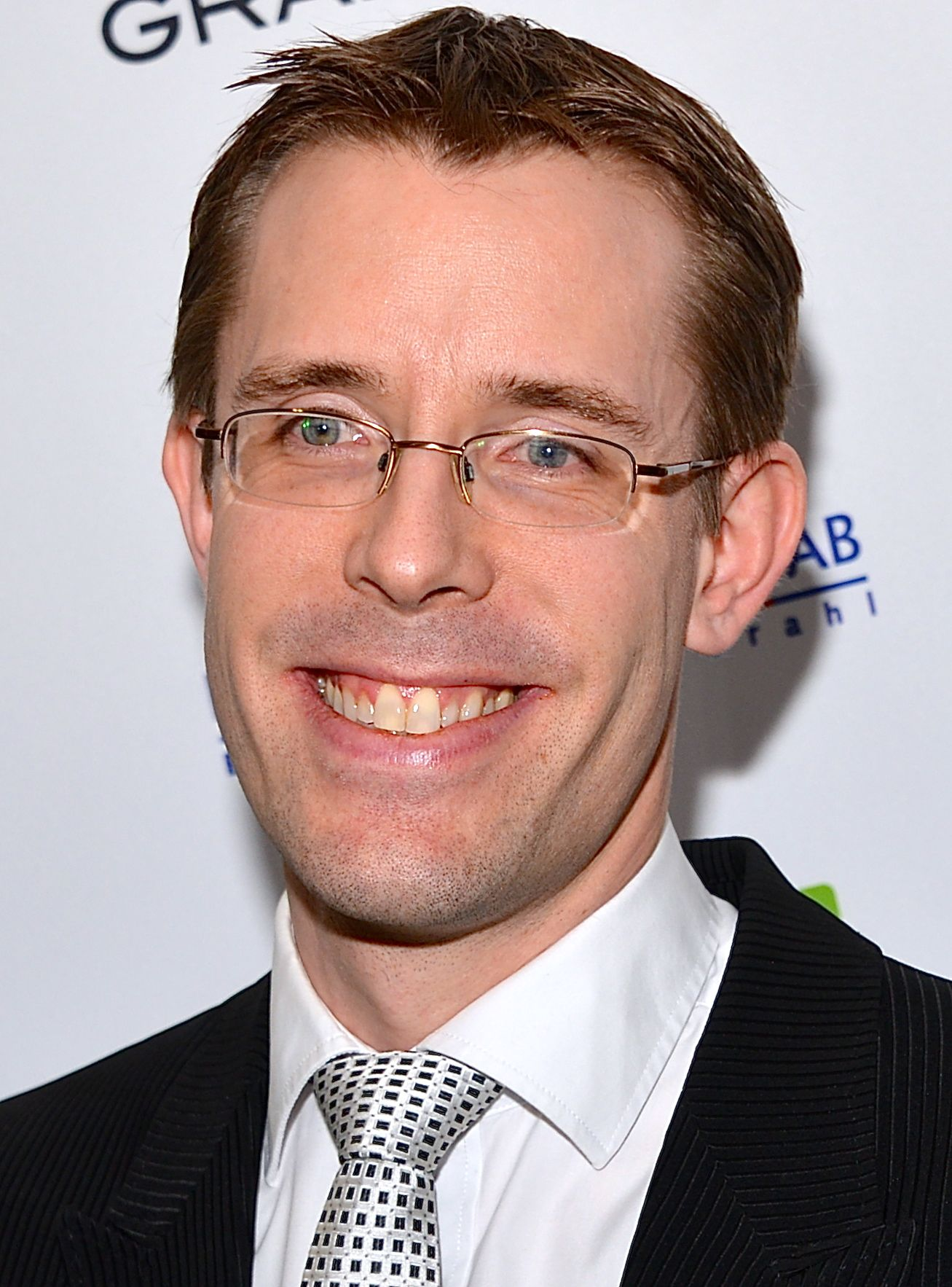
Oskar Ekberg på Grammisgalan på Cirkus, Stockholm den 20 februari 2013.

Oskar Ekberg, född 1977 i Södertälje är en svensk pianist.
Oskar Ekberg studerade för Mats Widlund vid Högskolan för Scen och Musik vid Göteborgs Universitet 1996-98 och Kungliga Musikhögskolan i Stockholm 1998–2003.
Debutkonsert begicks med Sveriges Radios symfoniorkester 2003.
Oskar Ekberg har speciellt intresserat sig för Olivier Messiaens musik, vilket resulterat i ett flertal framföranden av Vingt Regards sur l'Enfant-Jésus samt, tillsammans med Martin Sturfält, Visions de l'Amen. Han var även en av arrangörerna av "Festival Olivier Messiaen 2008" i Stockholm, en av världens största festivaler för att fira 100-årsminnet av Olivier Messiaen.
Oskar Ekberg finns som soloartist representerad på SR Records med musik av Jesper Nordin och på Daphne Records med den första inspelningen på piano av Johan Helmich Romans 12 klaversviter, Elfrida Andrées samlade klaververk, samt utvalda pianostycken av Adolf Fredrik Lindblad. Den förstnämnda skivan nominerades till en Grammis (Årets Klassiska) 2013. Oskar Ekbergs skiva Elfrida Andrée: Complete Piano Works (Daphne Records) uppmärksammades inte bara som kulturgärning, utan även som "årets genusgärning" i musiktidskriften Opus 2015. 
Oskar Ekberg var under några års tid professor i piano vid Marie Cederschiöld högskola. men tvingades av privata skäl ta tjänstledigt fram till uppsägning. Han är dock ännu verksam som orkesterpianist i Sveriges Radios symfoniorkester.